# David Murray (Rennfahrer)
David Hugh Murray (* 28. Dezember 1909 in Edinburgh; † 5. April 1973 in Las Palmas de Gran Canaria) war ein britischer Automobilrennfahrer, der von 1950 bis 1952 in der Formel 1 aktiv war.

## Karriere
Sein Debüt gab Murray am 13. Mai 1950 beim Grand Prix von Großbritannien in Silverstone. Er startete von Platz 18, fiel aber während des Rennens nach einem Motorschaden aus. Beim Grand Prix von Frankreich in Reims qualifizierte er sich für den 20. Startplatz, das Rennen absolvierte jedoch David Hampshire. Am 3. September des gleichen Jahres nahm Murray in Monza am Grand Prix von Italien teil, beendete das Rennen allerdings wegen eines Getriebeschadens nicht.
Die Saison 1951 begann für Murray am 14. Juli 1951 in Silverstone, hier schied er erneut aus, diesmal wegen einer defekten Ventilfeder. Im Training zum Grand Prix von Deutschland hatte er einen Unfall und konnte nicht am Rennen teilnehmen.
In der Saison 1952 fuhr Murray in einem Cooper-Bristol T20 beim Grand Prix von Großbritannien. Auch dieses Rennen konnte er infolge eines Zündkerzendefektes nicht beenden. Somit startete er viermal bei einem Grand Prix, konnte jedoch kein Rennen beenden.
Murray starb 1973 bei einem Autounfall auf Gran Canaria.

## Statistik

### Statistik in der Automobil-Weltmeisterschaft

#### Gesamtübersicht
| Saison | Team                | Chassis       | Motor            | Rennen | Siege | Zweiter | Dritter | Poles | schn. Runden | Punkte | WM-Pos. |
| ------ | ------------------- | ------------- | ---------------- | ------ | ----- | ------- | ------- | ----- | ------------ | ------ | ------- |
| 1950   | Scuderia Ambrosiana | Maserati 4CLT | Maserati 1.5 L4s | 2      | −     | −       | −       | −     | −            | −      | NC      |
| 1951   | Scuderia Ambrosiana | Maserati 4CLT | Maserati 1.5 L4s | 1      | −     | −       | −       | −     | −            | −      | NC      |
| 1952   | Ecurie Ecosse       | Cooper T20    | Bristol 2.0 L6   | 1      | −     | −       | −       | −     | −            | −      | NC      |
| Gesamt | Gesamt              | Gesamt        | Gesamt           | 4      | −     | −       | −       | −     | −            | −      |         |

#### Einzelergebnisse
| Saison | 1 | 2 | 3 | 4   | 5   | 6   | 7 | 8 |
| ------ | - | - | - | --- | --- | --- | - | - |
| 1950   |   |   |   |     |     |     |   |   |
| DNF    |   |   |   |     |     | DNF |   |   |
| 1951   |   |   |   |     |     |     |   |   |
|        |   |   |   | DNF | DNS |     |   |   |
| 1952   |   |   |   |     |     |     |   |   |
|        |   |   |   | DNF |     |     |   |   |

| Legende  | Legende            | Legende                                                          |
| Farbe    | Abkürzung          | Bedeutung                                                        |
| -------- | ------------------ | ---------------------------------------------------------------- |
| Gold     | –                  | Sieg                                                             |
| Silber   | –                  | 2. Platz                                                         |
| Bronze   | –                  | 3. Platz                                                         |
| Grün     | –                  | Platzierung in den Punkten                                       |
| Blau     | –                  | Klassifiziert außerhalb der Punkteränge                          |
| Violett  | DNF                | Rennen nicht beendet (did not finish)                            |
| Violett  | NC                 | nicht klassifiziert (not classified)                             |
| Rot      | DNQ                | nicht qualifiziert (did not qualify)                             |
| Rot      | DNPQ               | in Vorqualifikation gescheitert (did not pre-qualify)            |
| Schwarz  | DSQ                | disqualifiziert (disqualified)                                   |
| Weiß     | DNS                | nicht am Start (did not start)                                   |
| Weiß     | WD                 | zurückgezogen (withdrawn)                                        |
| Hellblau | PO                 | nur am Training teilgenommen (practiced only)                    |
| Hellblau | TD                 | Freitags-Testfahrer (test driver)                                |
| ohne     | DNP                | nicht am Training teilgenommen (did not practice)                |
| ohne     | INJ                | verletzt oder krank (injured)                                    |
| ohne     | EX                 | ausgeschlossen (excluded)                                        |
| ohne     | DNA                | nicht erschienen (did not arrive)                                |
| ohne     | C                  | Rennen abgesagt (cancelled)                                      |
| ohne     | keine WM-Teilnahme |                                                                  |
| sonstige | P/fett             | Pole-Position                                                    |
| sonstige | 1/2/3/4/5/6/7/8    | Punktplatzierung im Sprint-/Qualifikationsrennen                 |
| sonstige | SR/kursiv          | Schnellste Rennrunde                                             |
| sonstige | *                  | nicht im Ziel, aufgrund der zurückgelegten Distanz aber gewertet |
| sonstige | ()                 | Streichresultate                                                 |
| sonstige | unterstrichen      | Führender in der Gesamtwertung                                   |

### Le-Mans-Ergebnisse
| Jahr | Team         | Fahrzeug | Teamkollege   | Platzierung | Ausfallgrund                   |
| ---- | ------------ | -------- | ------------- | ----------- | ------------------------------ |
| 1937 | David Murray | BMW 328  | Pat Fairfield | Ausfall     | tödlicher Unfall von Fairfield |